# Евзлин, Михаил Самуилович
Михаи́л Самуилович Е́взлин (1952, Москва — 2020, Мадрид) — израильский и испанский филолог, переводчик, издатель. Владелец домашнего издательства Hebreo Errante (Мадрид), в котором выпускал малотиражные книги, прежде всего — по русскому авангарду. Один из первых издателей Игоря Бахтерева.

## Биография
В середине 1970-х годов эмигрировал в Израиль. Окончил отделения философии и славистики Еврейского университета в Иерусалиме. В 1986—1995 годах преподавал русскую литературу в Трентском университете. Создал в Мадриде собственное домашнее издательство Hebreo Errante, специализирующееся, главным образом, на русском авангарде. Выпустил семь малотиражных книг Игоря Бахтерева, которые впоследствии послужили основой двухтомника Бахтерева издательства Гилея.

## Награды и премии
- Международная отметина имени отца русского футуризма Давида Бурлюка[5]